# Resinac
Resinac (cyr. Ресинац) – wieś w Serbii, w okręgu toplickim, w mieście Prokuplje. W 2011 roku liczyła 184 mieszkańców.